# Elsevier
Elsevier (произносится как «Э́лсевир», традиционно передаётся на русский язык как «Эльзеви́р») — один из четырёх крупнейших научных издательских домов мира, который ежегодно выпускает около четверти всех статей из издаваемых в мире научных журналов. Основан в 1880 году в Амстердаме (Нидерланды), имеет филиалы в Великобритании, США, Бразилии и других странах. Своим названием обязан старинному издательскому дому Эльзевиров, закрывшемуся в 1710-х годах, хотя они напрямую не связаны.
Существует широкая критика финансовой политики издательства, направленной на получение сверхвысокой прибыли, и правил по передаче авторских прав.

## История
Компания была основана в 1880 году, почти два века спустя после закрытия старинного издательского дома семьи Эльзевиров.
Активно развивалась в 1960—1970-х годах. В то время издательство скупило значительное количество некоммерческих журналов и академических групп, издававших их. Впоследствии компания смогла повысить цены на такие издания, не потеряв подписчиков.
Крупнейший коммерческий издатель научной периодики после покупки у Роберта Максвелла издательства Pergamon Press (ранее Butterworth-Springer) в 1991 году за 440 млн фунтов стерлингов. В 2003 году издательство занимало около 28 % рынка публикаций научных статей (кроме гуманитарных наук).
Начиная с 1999 года открыта платформа ScienceDirect, онлайновая база данных ресурсов издательства, интегрированная с интернет-магазином.
На основе ScienceDirect в 2004 году была создана база данных цитирований Scopus.
Импринты издательства: Academic Press, Baillière Tindall, BC Decker, Butterworth-Heinemann, Churchill Livingstone, Gulf Professional Publishing, GW Medical Publishing, Hanley & Belfus, Morgan Kaufmann Publishers, Mosby, Newnes, North-Holland, Pergamon Press, Saunders Syngress, William Andrew.

## Дочерние компании
Дочернее издательство Cell Press выпускает биомедицинские журналы, такие как Cell и Neuron. Оно было основано в 1974 году Бенджамином Льюином для выпуска журнала Cell. Изначально оно являлось независимым издательством под эгидой MIT Press, но в 1999 году было приобретено издательством Elsevier.

## Деятельность издательства
Наряду со Springer, Wiley и Informa является одним из четырёх системообразующих мировых научных издательств. Издаёт более 2000 научных журналов, содержащих около 250 тысяч статей в год. Издательству принадлежат такие известные журналы, как The Lancet, Cell, книги из серии Анатомия Грея, интернет-портал ScienceDirect, серии Trends и Current Opinion. Компания ведёт базу данных научной периодики и цитирований Scopus. В архивах издательства находится порядка 7 миллионов публикаций.
Elsevier входит в холдинг Reed Elsevier, и даёт 30—45 % от всей прибыли холдинга (на 2006—2012 годы).
Рыночная капитализация в 2010 году холдинга составляла свыше 18 млрд долларов США. По этому показателю в 2010 году Reed Elsevier занимал 427-е место в списке крупнейших компаний мира по версии рейтинга Financial Times 500. Reed Elsevier представлен также в рейтинге FT 500 в своей отрасли (Media), находясь на седьмой позиции по размерам рыночной капитализации.
Elsevier предоставляет доступ к архивам научных статей для примерно 4500 организаций и университетов из 180 стран мира. Подписчиками продуктов компании Elsevier являются научно-исследовательские центры по всему миру (университеты, библиотеки, министерства и ведомства), а также частные корпорации Европы, Америки и Азии. Более 30 миллионов учёных, студентов, специалистов различных отраслей получают доступ к информации издательства. В год производится более 240 миллионов загрузок статей.
Elsevier в конце 2016 года запустил новый журнал Reviews in Physics, предназначенный для публикации небольших, на 10—20 страниц, обзорных статей по горячим темам современной физики.

## Критика
По оценкам Heather Joseph, более 80 % выручки крупных издательств, таких как Elsevier и Wiley, обеспечивают университетские библиотеки, вынужденные покупать подписку на журналы. Стоимость подписки на каждый журнал составляет от единиц до десятка тысяч долларов в год, при том что иногда, по требованию издателя, подписка возможна только на набор журналов. Расходы библиотек на подписку составляют до 65 % от их общего бюджета.
Цены на академические статьи значительно выросли, например за период с 1984 по 2002 год — в 6 раз. При этом цены Elsevier в 2000-х годах, по некоторым оценкам, были почти в 6,5 раза выше средних.
Из-за повышений цен от подписок на журналы Elsevier отказались Библиотека Конгресса США, Гарвардский университет, Массачусетский технологический институт, Университет штата Северная Каролина и другие. Например, в 2003 году Корнеллский университет (штат Нью-Йорк) потратил 1,7 млн долларов, чтобы подписаться на 930 изданий компании. Эта сумма составила 20 % от общих расходов на подписку, но обеспечивала получение лишь 2 % журналов от общего количества получаемых институтом.
В 1998—2000 годах рентабельность Elsevier Science & Medical составляла 36 %, рентабельность всех журналов Elsevier около 21—25 %, тогда как средняя рентабельность по рынку не превышала 5 %. По мнению аналитиков Deutsche Bank (2005), столь высокая рентабельность может свидетельствовать о том, что «вклад издательств в процесс публикации невелик».
Для издателя стоимость рецензирования, редактирования и публикации научной статьи, по оценкам, не превышает 2—3 тысяч долларов; распространение в Интернете стоит порядка 5—10 долларов. При этом средняя стоимость чтения каждой статьи через интернет-сервисы Elsevier при условии отсутствия подписки составит чуть более 30 долларов вне зависимости от года издания. По словам Александры Элбакян: «Платить 32 доллара за каждую статью — это просто безумие, особенно когда вам для научной работы нужно прочитать их десятки или сотни. Я получала доступ к ним пиратским способом».
Крупнейшие издательства Elsevier, Springer и Wiley фактически монополизировали рынок научных публикаций; их общая доля составляет 42 %.

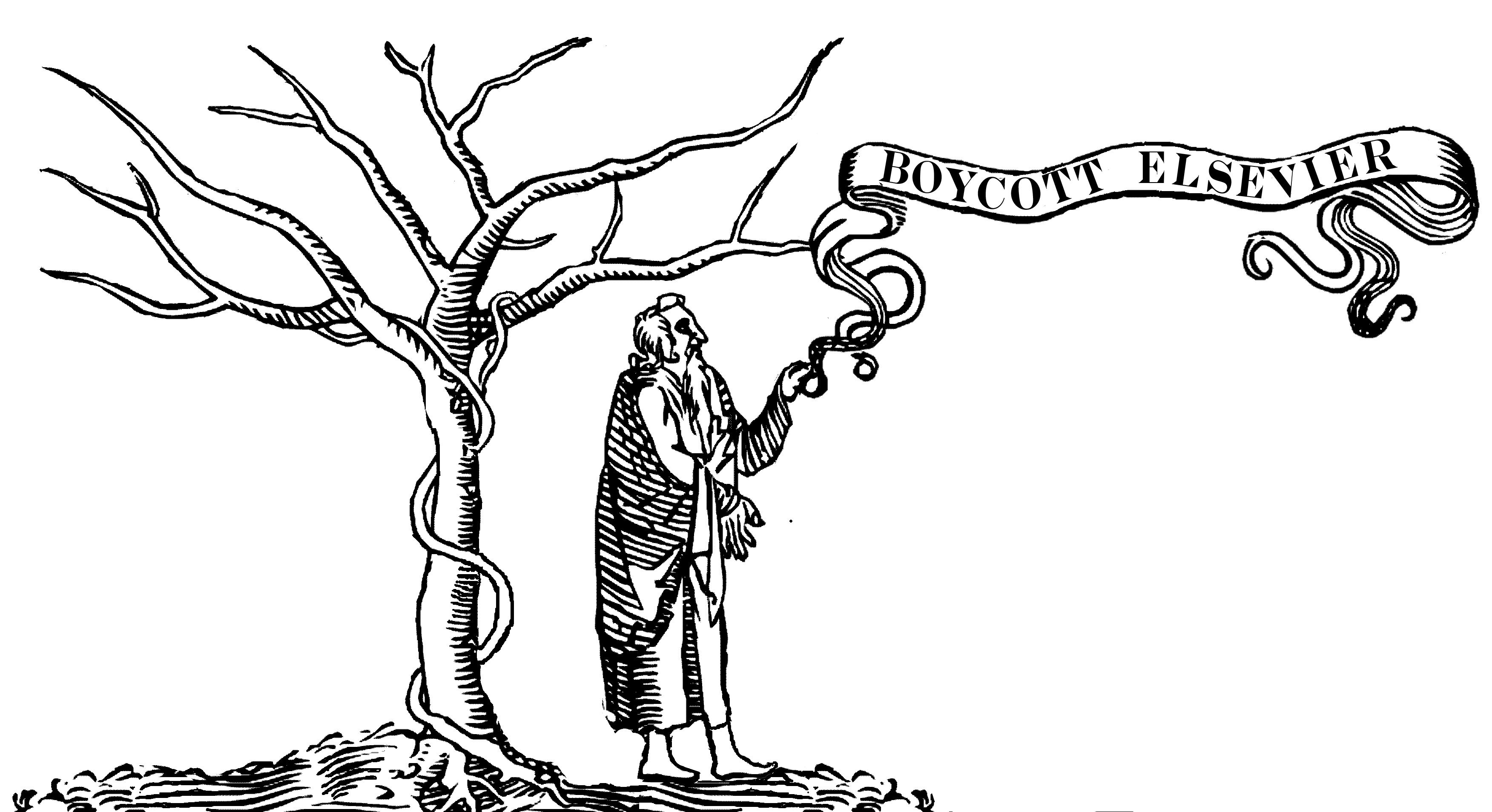

В 2012 году начался протест The Cost of Knowledge («Цена знаний»), инициированный 21 января 2012 года математиком Тимоти Гауэрсом (Кембридж) в собственном блоге из-за высоких цен, возможности подписки исключительно на комплекты журналов и поддержки законодательных инициатив SOPA, PIPA и Research Works Act. В рамках акции, направленной против бизнес-практики издательства, учёные бойкотировали его журналы, не публиковались в них, отказывались от рецензирования и редактирования работ для него. За первые три месяца акцию поддержало более 10 тысяч учёных.
Отдельной проблемой является рекламная деятельность издательства Elsevier. В интересах фармацевтической компании Merck издательство публиковало ряд журналов, полностью рекламирующих проекты только этой компании. Эти издания выглядели как научные журналы, были представлены как научные журналы и содержали статьи научных журналов. В действительности же там публиковались лишь перепечатанные статьи, ранее уже публиковавшиеся в других изданиях, или краткое содержание других статей; почти все они посвящены лекарственным препаратам компании Merck. Так, во 2-м выпуске издаваемого Elsevier журнала Australasian Journal of Boneand Joint Medicine 9 из 29 статей были посвящены препарату «Виокс» от компании Merck, а 12 из оставшихся статей — фосамаксу, который тоже выпускается Merck. Во всех этих статьях присутствовали положительные заключения, и, в частности, обзорная статья содержала всего две ссылки. Кроме такого рода изданий для специалистов, Elsevier выпускало и журнал, предназначенный для семейных врачей, рассылавшийся абсолютно всем врачам общей практики в Австралии, который фактически был рекламным материалом продукции одной компании.
Всего Elsevier издало шесть журналов, целиком спонсировавшихся фарминдустрией. После разоблачения одного из этих журналов президент компании Майкл Хансен в конечном счёте опубликовал заявление, в котором признался, что была создана имитация научных журналов без предоставления полной информации о препаратах.